# Анатолиј Ејрамџан
Анатолиј Ејрамџан (3. јануар 1937 — Мајами, 23. септембар 2014) био је руско-јерменски филмски режисер, продуцент и писац.

## Биографија
Рођен је 1937. године у граду Баку за време Совјетског Савеза. Његова мајка је била унука јерменског писца Газароса Аџајана. Дипломирао је на азербејџански Институту за нафту и хемију, 1961. године. Године 1972. завршио је трогодишњи програм у сценарисању. После дипломирања почео је да пише сценарије за филмове. Године 1989. почео је правити филмове из сопствених сценарија. Од 1992. године био је фокусиран ка стварању комедија. Током своје каријере створио је 20 филмова. Његови су филмови били врло популарни. Године 2006. објавио је своју другу књигу (прву је објавио 1995. године). Умро је од срчаног удара, 23. септембра 2014. године у Мајамију где је живео од 2003. године.